# Besik Wardzelaszwili
Besik Wardzelaszwili (ur. 27 października 1976 w Tbilisi) – gruziński bokser.

## Życiorys
Uczestniczył w Letnich Igrzyskach Olimpijskich w Atlancie w 1996. Odpadł w 1/16 finału przegrywając pojedynek z Siarhiejem Bykouskim.

## Letnie Igrzyska Olimpijskie 1996

### Boks
| Konkurencja                     | 1/16 finału                                 | 1/8 finału       | Ćwierćfinały     | Półfinały        | Finał            | Pozycja  | Źródło |
| Konkurencja                     | Przeciwnik Wynik                            | Przeciwnik Wynik | Przeciwnik Wynik | Przeciwnik Wynik | Przeciwnik Wynik | Pozycja  | Źródło |
| ------------------------------- | ------------------------------------------- | ---------------- | ---------------- | ---------------- | ---------------- | -------- | ------ |
| waga lekkopółśrednia do 63,5 kg | Siarhiej Bykouski P 11-11 (decyzja sędziów) | NQ               | NQ               | NQ               | NQ               | 17.- 32. | [ 1 ]  |